# Goldfield (Iowa)
Goldfield – miasto w Stanach Zjednoczonych, w stanie Iowa, w hrabstwie Wright. Zgodnie ze spisem statystycznym z 2000 roku, miasto liczyło 680 mieszkańców.